# جيراردو ساندوفال
جيراردو ساندوفال (بالإنجليزية: Gerardo Sandoval)‏ هو سياسي أمريكي، ولد في 1962 في لوس أنجلوس في الولايات المتحدة. حزبياً، نشط في الحزب الديمقراطي.

## وصلات خارجية
- الموقع الرسمي